# Christiane Rohde
Christiane Rohde (* 26. September 1944 in Kopenhagen) ist eine dänische Schauspielerin.

## Leben
Christiane Rohde ist die Tochter von Henning Rohde (1910–1997), welcher langjähriger Intendant und Leiter am Königlichen Theater Kopenhagen war. 
Sie absolvierte von 1962 bis 1966 in Odense ihre Schauspielausbildung. Danach stand sie in Theaterstücken am Odense Teater, am Aarhus Teater, am Det Ny-Theater, am Gladsaxe-Theater, am Folketeatret und am Königlichen Theater in Kopenhagen als Darstellerin auf der Bühne.
Seit 1966 stand Rohde mittlerweile in mehr als 30 Film-und-Fernsehproduktionen als Schauspielerin vor der Kamera. Einem breiten Publikum bekannt wurde sie 1980/1981 vor allem durch ihre Rolle als Haushälterin Fräulein Hollenberg in der Serie Die Leute von Korsbaek. 1981 war sie in einer kleineren Rolle in Die Olsenbande fliegt über die Planke zu sehen.
Christiane Rohde ist seit 1969 verheiratet und hat einen Sohn.

## Filmografie
Filme
- 1967: Jeg er sgu min egen
- 1968: Det var en lørdag aften
- 1972: Præsten i Vejlby
- 1974: Den kyske levemand (1974)
- 1981: Olsen-bandens flugt over plankeværket
- 1999: Klinkevals
- 2000: Juliane

Serien
- 1970: H.M.S. Pinafore
- 1972: Solens børn
- 1973: Don Juan
- 1980–1981: Matador